# الشق الطولي
الشق الطولي (أو الشق المخي، الشق الطولي المتوسط، الشق بين نِصفَيّ المُخّ) هو الأخدود العميق الذي يفصل بين نصفي الكرة المخية في دماغ الفقاريات. تتواجدُ على مستواه الأم الجافية وهي واحدة من السحايا تُسمى منجل المخ. المظهر الداخليَّ لنصفيّ الكرة المخيّة ملتوي ومُعقد جدًا بواسطة التلافيف والتلم كما هو الحال مع المظهر الخارجي للدماغ.

## البنية

### منجل المخ
تنثني الطبقات الثلاث لسحايا القشرة المخية (الأم الجافية، والأم العنكبوتية والأم الحنون) وتنزل عميقًا إلى داخل الشق الطولي، لتفصل نصفي الكرة المخية فيزيائيًا. يشير مصطلح منجل المخ إلى الأم الجافية الموجودة بين نصفي الكرة المخية، وتنبع أهميته من تشكيله الطبقة الخارجية من السحايا. تمنع هذه الطبقات أي اتصال مباشر بين الفصوص ثنائية الجانب من القشرة المخية، ما يحتم مرور أي سبل رابطة عبر الجسم الثفني. تتولى الأوعية الدموية لمنجل المخ مهمة التزويد الدموي للسطوح الداخلية من القشرة المخية، المجاورة للمستوى الناصف. 

### عدم التناظر المخي
على الرغم من انقسام الدماغ بواسطة الشق الطولي، لا يُعد نصفا الكرة المخية متناظرين تمامًا، فيما يتعلق بالبنية والوظيفة على حد سواء. على سبيل المثال، لُوحظ أن المستوى الصدغي، الذي يقابل تقريبًا باحة فيرنيكه، أكبر 10 مرات في نصف الكرة المخية الأيسر مقارنة بنصف الكرة المخية الأيمن. على العكس، لُوحظ أن النواة الذنبية، التي تقع داخل العقد القاعدية، أكبر في نصف الكرة المخية الأيمن.

### الجسم الثفني
يربط الجسم الثفني نصفي الدماغ في الجزء السفلي من بنيته ويوصل أيضًا المرسلات البصرية، والسمعية والحسية الجسمية بين كل نصف. يحتوي الجسم الثفني على بلايين العصبونات وخلايا الدبق العصبي التي تعمل سوية في إرسال المرسلات مشكلة ما يُعرف بالقشرة المخية. يتولى الجسم الثفني مسؤولية حركة العين والإدراك البصري، والحفاظ على التوازن بين الإثارة والانتباه إلى جانب القدرة على تحديد مواقع التنبيه الحسي. في الظروف السريرية، قد يختبر الأفراد المصابون بالصرع بعض الفائدة من قطع الجسم الثفني.

## الأهمية السريرية
يلعب الشق الطولي دورًا جوهريًا في عملية قطع الجسم الثفني، التي تمثل الإجراء الجراحي العصبي المنتهي بالدماغ المنشطر، إذ يوفر الشق الوصول اللازم إلى الجسم الثفني دون أي إعاقات. تشكل عملية قطع الجسم الثفني إحدى الإجراءات الجراحية المستخدمة في العلاج الدوائي لحالات الصرع المعندة، وتتكون من فصل الألياف العصبية الممتدة بين نصفي الكرة المخية عبر الجسم الثفني. يفصل جراح الأعصاب نصفي الكرة المخية فيزيائيًا من خلال سحبهما عن بعضهما باستخدام أدوات خاصة، ثم يقطع ثلثي الألياف تقريبًا في حال القطع الجزئي، أو الألياف بأكملها في حال القطع الكلي. بدون وجود الشق الطولي، ستزداد خطورة جراحة قطع الجسم الثفني وصعوبتها بشكل كبير، إذ ستستلزم من الجراح عندئذ التنقل عبر المناطق القشرية ذات الاتصال الكثيف. بعد الجراحة، يفقد نصفا الكرة المخية القدرة على التواصل بشكل مماثل لاتصالهما قبل العمل الجراحي.

### التحفيز المغناطيسي المتكرر عبر الجمجمة
اختبرت الدراسات تطبيقات التحفيز المغناطيسي المتكرر عبر الجمجمة (آر تي إم إس) مع العمليات المعرفية المختلفة خلال مهام إدراك الزمن. حللت الدراسات تأثيرات «آر تي إم إس» منخفضة التردد على اختبارات إدراك الزمن مع تطبيق التحفيز المغناطيسي المتكرر عبر الجمجمة على «الشق الطولي الإنسي الجداري». أظهرت النتائج أدلة على داعمة للفرضية المتمثلة في تقليل المشاركين بالتجربة من تقدير إدراكهم للزمن بالنسبة للفترات الزمنية القصيرة ومبالغتهم في التقدير بالنسبة للفترات الزمنية الأطول. على وجه التحديد، أعطى 20 مشارك في الدراسة تقديرًا منخفضًا مع فاصل زمني 1 ثانية بينما بالغوا في تقدير فواصل 4 ثانية / 9 ثانية بعد تطبيق التحفيز المغناطيسي المتكرر عبر الجمجمة بتردد 1 هرتز.

### الجراحة العصبية
يعمل الشق الطولي بمثابة ممر جراحي فعال في العظم الجبهي خلال عمليات حج القحف المركزية والجناحية، التي تُستخدم لفتح الجمجمة في الجراحة. يمكن ملاحظة تنوع أشكال الرأس وتباينها لدى العديد من الأنواع، لكن تظهر الكلاب خاصة درجة عالية من التباين فيما يتعلق بأشكال رؤوسها ما يشكل عائقًا أمام إيجاد إجراء جراحي فعال على أدمغة الكلاب. تمثلت إحدى أهداف الدراسة في تمييز تشريح الشق المخي الطولي وتنوعاته المحتملة لدى الكلاب قصيرة الرأس (بي)، وطويلة الرأس (دي) ومتوسطة طول الرأس (إم). على الرغم من تطابق مورفولوجيا الشق الوحشي للمخ لدى جميع سلالات الكلاب، امتلكت الكلاب متوسطة طول الرأس (إم) الممر الجراحي الأكبر ما يساهم في الوصول إلى المزيد من بنى الدماغ، بينما امتلكت الطلاب طويلة الرأس (دي) المرر الجراحي الأصغر.